# 2 złote polskie (1826–1830)
2 złote polskie (1826–1830) – moneta dwuzłotowa Królestwa Kongresowego okresu autonomii, wprowadzona jako następczyni dwuzłotówki bitej w latach 1819–1825, po śmierci cara Aleksandra I, za panowania Mikołaja I. Była bita w srebrze, w latach 1826, 1828 i 1830, według systemu monetarnego opartego na grzywnie kolońskiej. Wycofano ją z obiegu 1 maja 1847 r.
Moneta została wybita z otokiem, podobnie jak niektóre inne nominały Królestwa Polskiego okresu autonomii emitowane po 1819–, albo po 1820 r.

## Awers
Na tej stronie umieszczono prawe popiersie cara Aleksandra I, otokowo napis:

ALEXANDER I CES• ROS•WSKRZESICIEL KRÓL•POLS•1815*

Dookoła znajduje się wypukły otok.

## Rewers
Na tej stronie umieszczono w wieńcu nominał „2", pod nim napis „ZŁO•POL•” poniżej rok 1826, 1828 lub 1830, na dole znak intendenta mennicy w Warszawie –
- I.B. (Jakuba Benika 1826),
- F.H. (Fryderyka Hungera 1828, 1830).

Całość otoczona napisem:

MIKOŁAY I.CES•WSZ•ROSSYI KRÓL POLSKI PANUJĄCY*

Dookoła znajduje się wypukły otok.

## Opis
Monetę bito w mennicy w Warszawie, w srebrze próby 593, na krążku o średnicy 26 mm, masie 9,09 grama, z rantem ząbkowanym, z otokiem. Według sprawozdań mennicy w latach 1826–1830 i na początku 1831 w obieg wypuszczono 540 302 sztuk.
Stopień rzadkości poszczególnych roczników przedstawiono w tabeli:
| Rocznik              | Stopień rzadkości | Szacowana liczba egzemplarzy | Zdjęcie |
| -------------------- | ----------------- | ---------------------------- | ------- |
| 2 złote polskie 1826 | R2                | 3001–15 000                  |         |
| 2 złote polskie 1828 | R1                | 15 001–80 000                |         |
| 2 złote polskie 1830 | R1                | 15 001–80 000                |         |

Moneta była bita w latach panowania Mikołaja I, więc w numizmatyce rosyjskiej zaliczana jest do kategorii monet tego cara.